# Lamine Diarra
Lamine Diarra (* 20. Dezember 1983 in Bignona) ist ein senegalesischer Fußballspieler.

## Karriere

### Verein
Diarra begann seine Karriere beim senegalesischen Fußballklub ASC Jeanne d’Arc. 2005 wechselte der Mittelstürmer für zwei Jahre zu HŠK Zrinjski Mostar nach Bosnien-Herzegowina.
Im Juli 2007 kam er zum serbischen Klub FK Partizan Belgrad, mit dem er 2008 Meister und Pokalsieger wurde. Er schoss im Pokalfinale drei Tore. In der Saison 2008/09 wurde er Torschützenkönig in der SuperLiga mit 19 Toren. Zu dieser Zeit bestritt Diarra am 14. Oktober 2009 auch sein einziges Länderspiel für die Senegalesische Nationalmannschaft, als er bei einer Niederlage gegen Südkorea eingewechselt wurde. Zwischenzeitlich war er von 2010 bis 2011 auch an Al Shabab nach Dubai ausgeliehen, wo er sich jedoch früh eine Verletzung zuzog. Bis 2012 erzielte Diarra für Partizan in 112 Ligaspielen 56 Tore, die ihn zum Rekordtorschützen der SuperLiga machten. Mittlerweile belegt er den zweiten Rang hinter Andrija Kaluđerović, der auf 57 Treffer kommt.
Im Sommer 2012 verlängerte Diarra seinen auslaufenden Vertrag nicht und spielt seitdem für Antalyaspor in der Süper Lig. Für die Rückrunde der Saison 2015/16 verlieh ihn sein Verein an den türkischen Zweitligisten Göztepe Izmir. Am Saisonende kehrte er zwar zu Antalyaspor zurück, wurde aber für die neue Kader nicht in den Kader aufgenommen.
In der Wintertransferperiode 2016/17 wechselte Diarra zum Zweitligisten Elazığspor. Hier spielte der Angreifer bis zum Sommer 2019 und ist seitdem vereinslos.

### Nationalmannschaft
Diarra bestritt am 14. Oktober 2009 in Seoul ein Freundschaftsspiel für die senegalesische Nationalmannschaft gegen Südkorea (0:2).